# O Sonho de Inacim
O sonho de Inacim é um filme de drama e ficção brasileira lançado em 14 de junho de 2009 na Paraíba. Foi dirigido pelo cineasta paraibano Eliézer Rolim. As filmagens foram feitas nas cidades de Cajazeiras, na Paraíba.

## Sinopse
No ano de 2000 toda a cidade de Cajazeiras, sertão da Paraíba, se prepara para comemorar o bicentenário de nascimento do seu ilustre fundador, o Padre Inácio Rolim, um descendente de franceses que nos anos de 1800 criou um colégio e a partir dele fundou a cidade de Cajazeiras. O filme  mostra o sertão de hoje com seus problemas, seu ritmo de vida, sua gente, seus costumes e ritos, através do adolescente Inacim.  O menino tem uma capacidade sobrenatural de voltar ao tempo e conversar com o Padre Rolim através de sonhos. Suas revelações surpreendem e transformam a vida da cidade.

## Elenco
- José Wilker - como Padre Rolim
- José Dumont - como Miguel do jegue
- Marcélia Cartaxo - como Bia
- Francisco Gabriel Batistuta - como Inacim
- Zezita de Matos - como Mãe Aninha
- Fernando Inacio - Kaká

## Ficha Técnica
DIREÇÃO e  ROTEIRO - Eliézer Rolim
FOTOGRAFIA - Stefan  Hess
ARTE - Sacha Teixeira
PRODUÇÃO EXECUTIVA - Heleno Bernardo
Rosangela Miná
SOM DIRETO - Lênio Oliveira Sousa
FIGURINO - Ricardo  Bessa
MAQUIAGEM - William MunizNorma Góes
TRILHA SONORA - Chico César
EDIÇÃO - Marcos Vinícius

## Curiosidades
O Filme foi gravado com participação de Inúmeros figurantes que são moradores do município paraibano.
Filme premiado pela academia Paraibana de Cinema de Melhor Ficção Longa Metragem 2009.